# Eberholzen
Eberholzen er en kommune der ligger i den sydlige del af Landkreis Hildesheim, i den sydlige del af den tyske delstat Niedersachsen med omkring 600 indbyggere (2012). Den er en del af amtet (Samtgemeinde) Sibbesse.

## Geografi
Eberholzen ligger sydvest for Hildesheim mellem naturparkerne Weserbergland og Harzen.